# 2016-os Supersport-világbajnokság
A 2016-os Supersport világbajnokság volt a sorozat tizennyolcadik idénye. Az idény február 28-án kezdődött a Phillip Island Grand Prix Circuit versenypályán és a Losail International Circuit helyszínén ért véget október 30-án. A bajnoki címet Kenan Sofuoğlu nyerte meg.

## Nevezési lista
| 2016-os nevezési lista                                            | 2016-os nevezési lista | 2016-os nevezési lista | 2016-os nevezési lista | 2016-os nevezési lista | 2016-os nevezési lista |
| Csapat                                                            | Konstruktőr            | Motor                  | #                      | Versenyző              | Fordulók               |
| ----------------------------------------------------------------- | ---------------------- | ---------------------- | ---------------------- | ---------------------- | ---------------------- |
| Kawasaki Puccetti Racing                                          | Kawasaki               | Kawasaki ZX-6R         | 1                      | Kenan Sofuoğlu         | összes                 |
| Kawasaki Puccetti Racing                                          | Kawasaki               | Kawasaki ZX-6R         | 17                     | Kunikava Hiromicsi     | 3                      |
| Kawasaki Puccetti Racing                                          | Kawasaki               | Kawasaki ZX-6R         | 21                     | Randy Krummenacher     | összes                 |
| Honda World Supersport Team                                       | Honda                  | Honda CBR600RR         | 2                      | P. J. Jacobsen         | összes                 |
| GRT Racing Team                                                   | MV Agusta              | MV Agusta F3 675       | 4                      | Gino Rea               | 1–10                   |
| GRT Racing Team                                                   | MV Agusta              | MV Agusta F3 675       | 41                     | Aiden Wagner           | 1–8                    |
| GRT Racing Team                                                   | MV Agusta              | MV Agusta F3 675       | 65                     | Michael Canducci       | 9–12                   |
| GRT Racing Team                                                   | MV Agusta              | MV Agusta F3 675       | 87                     | Lorenzo Zanetti.       | 11–12                  |
| Landbridge Racing                                                 | Yamaha                 | Yamaha YZF-R6          | 5                      | Mitch Levy             | 1                      |
| Orelac Racing VerdNatura                                          | Kawasaki               | Kawasaki ZX-6R         | 10                     | Nacho Calero           | összes                 |
| Orelac Racing VerdNatura                                          | Kawasaki               | Kawasaki ZX-6R         | 63                     | Zulfahmi Khairuddin    | összes                 |
| Team GoEleven                                                     | Kawasaki               | Kawasaki ZX-6R         | 11                     | Christian Gamarino     | összes                 |
| Team GoEleven                                                     | Kawasaki               | Kawasaki ZX-6R         | 69                     | Ondřej Ježek           | 1–7, 9–12              |
| Team GoEleven                                                     | Kawasaki               | Kawasaki ZX-6R         | 99                     | Luigi Morciano         | 8                      |
| Tribeca Racing                                                    | Yamaha                 | Yamaha YZF-R6          | 13                     | Anthony West           | 1                      |
| West EAB Yamaha                                                   | Yamaha                 | Yamaha YZF-R6          | 13                     | Anthony West           | 4                      |
| MV Agusta Reparto Corse                                           | MV Agusta              | MV Agusta F3 675       | 16                     | Jules Cluzel           | összes                 |
| MV Agusta Reparto Corse                                           | MV Agusta              | MV Agusta F3 675       | 52                     | Massimo Roccoli        | 12                     |
| MV Agusta Reparto Corse                                           | MV Agusta              | MV Agusta F3 675       | 87                     | Lorenzo Zanetti        | 1–10                   |
| Gemar Balloons – Team Lorini                                      | Honda                  | Honda CBR600RR         | 19                     | Kevin Wahr             | 1–6, 8–9               |
| Gemar Balloons – Team Lorini                                      | Honda                  | Honda CBR600RR         | 68                     | Glenn Scott            | 1–3, 7                 |
| Gemar Balloons – Team Lorini                                      | Honda                  | Honda CBR600RR         | 80                     | Xavier Pinsach         | 10–12                  |
| Gemar Balloons – Team Lorini                                      | Honda                  | Honda CBR600RR         | 86                     | Ayrton Badovini        | 4–12                   |
| Team Suzuki Stoneline-Mayer                                       | Suzuki                 | Suzuki GSX-R600        | 22                     | Eemeli Lahti           | 9                      |
| Yamaha Thailand Racing Team                                       | Yamaha                 | Yamaha YZF-R6          | 24                     | Decha Kraisart         | 2                      |
| Race Department ATK#25                                            | MV Agusta              | MV Agusta F3 675       | 25                     | Alex Baldolini         | 1–10, 12               |
| Burns Racing                                                      | Suzuki                 | Suzuki GSX-R600        | 30                     | Kane Burns             | 1                      |
| Phoenix Racing Suzuki                                             | Suzuki                 | Suzuki GSX-R600        | 34                     | Kevin Manfredi         | 8                      |
| CIA Landlord Insurance Honda CIA Landlord Insurance Profile Honda | Honda                  | Honda CBR600RR         | 35                     | Stefan Hill            | összes                 |
| CIA Landlord Insurance Honda CIA Landlord Insurance Profile Honda | Honda                  | Honda CBR600RR         | 71                     | Christoffer Bergman    | 4–12                   |
| CIA Landlord Insurance Honda CIA Landlord Insurance Profile Honda | Honda                  | Honda CBR600RR         | 78                     | Okubo Hikari           | összes                 |
| CIA Landlord Insurance Honda CIA Landlord Insurance Profile Honda | Honda                  | Honda CBR600RR         | 81                     | Luke Stapleford        | 1–2                    |
| CIA Landlord Insurance Honda CIA Landlord Insurance Profile Honda | Honda                  | Honda CBR600RR         | 111                    | Kyle Smith             | összes                 |
| Kallio Racing                                                     | Yamaha                 | Yamaha YZF-R6          | 38                     | Hannes Soomer          | 9–11                   |
| Kallio Racing                                                     | Yamaha                 | Yamaha YZF-R6          | 66                     | Niki Tuuli             | 9–11                   |
| Team CMS                                                          | Yamaha                 | Yamaha YZF-R6          | 42                     | Stéphane Frossard      | 10                     |
| Team Factory Vamag                                                | MV Agusta              | MV Agusta F3 675       | 44                     | Roberto Rolfo          | összes                 |
| AARK Racing                                                       | Honda                  | Honda CBR600RR         | 48                     | Alex Phillis           | 1                      |
| MVR-Racing                                                        | Yamaha                 | Yamaha YZF-R6          | 51                     | Bryan Schouten         | 4                      |
| Team Rosso e Nero                                                 | Yamaha                 | Yamaha YZF-R6          | 53                     | Nicola Jr. Morrentino  | 5                      |
| Ellan Vannin Motorsport                                           | MV Agusta              | MV Agusta F3 675       | 57                     | Ilario Dionisi         | 8                      |
| CS Race Team                                                      | Triumph                | Triumph Daytona 675    | 58                     | Clément Stoll          | 10                     |
| A.P.Honda Racing Thailand                                         | Honda                  | Honda CBR600RR         | 59                     | Ratthapong Wilairot    | 2                      |
| Bardahl Evan Bros. Honda Racing                                   | Honda                  | Honda CBR600RR         | 64                     | Federico Caricasulo    | összes                 |
| Green Speed                                                       | Kawasaki               | Kawasaki ZX-6R         | 65                     | Michael Canducci       | 5                      |
| Start Racing                                                      | Yamaha                 | Yamaha YZF-R6          | 74                     | Jaimie van Sikkelerus  | 4                      |
| Ranieri Med – SC Racing                                           | Yamaha                 | Yamaha YZF-R6          | 77                     | Kyle Ryde              | 1–5                    |
| Schmidt Racing                                                    | Kawasaki               | Kawasaki ZX-6R         | 77                     | Kyle Ryde              | 9–12                   |
| Schmidt Racing                                                    | MV Agusta              | MV Agusta F3 675       | 77                     | Kyle Ryde              | 7–8                    |
| Schmidt Racing                                                    | MV Agusta              | MV Agusta F3 675       | 88                     | Nicolás Terol          | 1–8                    |
| Profile Racing                                                    | Triumph                | Triumph Daytona 675    | 81                     | Luke Stapleford        | 4–12                   |
| Team Vueffe Corse                                                 | Honda                  | Honda CBR600RR         | 82                     | Lorenzo Cipiciani      | 8                      |
| Response RE Racing                                                | Kawasaki               | Kawasaki ZX-6R         | 83                     | Lachlan Epis           | összes                 |
| RPM84                                                             | Yamaha                 | Yamaha YZF-R6          | 84                     | Loris Cresson          | 12                     |
| Appleyard Macadam Racing, with Integro                            | Yamaha                 | Yamaha YZF-R6          | 89                     | Andrew Irwin           | 7                      |
| Team 23 FELIX LE Pi-LOT by ASPI                                   | Yamaha                 | Yamaha YZF-R6          | 123                    | Felix Peron            | 10                     |
| Broncos Racing Team                                               | Kawasaki               | Kawasaki ZX-6R         | 127                    | Luigi Brignoli         | 8                      |
| DMC Panavto–Yamaha                                                | Yamaha                 | Yamaha YZF-R6          | 161                    | Alekszej Ivanov        | 3                      |
| TCP Racing                                                        | Yamaha                 | Yamaha YZF-R6          | 183                    | Peter Polesso          | 10                     |
| FIM Supersport Európa-kupa indulók                                |                        |                        |                        |                        |                        |
| Scuderia Maranga Racing                                           | Kawasaki               | Kawasaki ZX-6R         | 6                      | Davide Stirpe          | 3–5, 7–11              |
| R2 MotorRacing Team                                               | Kawasaki               | Kawasaki ZX-6R         | 7                      | Angelo Licciardi       | 3–5, 7–10              |
| WILSport Racedays Honda                                           | Honda                  | Honda CBR600RR         | 9                      | Jed Metcher            | 5                      |
| WILSport Racedays Honda                                           | Honda                  | Honda CBR600RR         | 20                     | Dorren Loureiro        | 10–11                  |
| WILSport Racedays Honda                                           | Honda                  | Honda CBR600RR         | 50                     | Braeden Ortt           | 3–5, 7–11              |
| WILSport Racedays Honda                                           | Honda                  | Honda CBR600RR         | 96                     | Javier Orellana        | 3–4, 7–8               |
| VFT Racing                                                        | Yamaha                 | Yamaha YZF-R6          | 12                     | Christopher Gobbi      | 3–5, 7–11              |
| Team Yohann Moto Sport                                            | Suzuki                 | Suzuki GSX-R600        | 23                     | Cédric Tangre          | 3–5, 7–11              |
| MTM / HS Kawasaki MTM Team                                        | Kawasaki               | Kawasaki ZX-6R         | 26                     | Guillaume Antiga       | 10                     |
| MTM / HS Kawasaki MTM Team                                        | Kawasaki               | Kawasaki ZX-6R         | 49                     | Casey Tobolewski       | 9                      |
| MTM / HS Kawasaki MTM Team                                        | Kawasaki               | Kawasaki ZX-6R         | 84                     | Loris Cresson          | 3–5                    |
| MTM / HS Kawasaki MTM Team                                        | Yamaha                 | Yamaha YZF-R6          | 74                     | Jaimie van Sikkelerus  | 7                      |
| San Carlo Team Italia                                             | Kawasaki               | Kawasaki ZX-6R         | 47                     | Axel Bassani           | 3–5, 7–11              |
| San Carlo Team Italia                                             | Kawasaki               | Kawasaki ZX-6R         | 61                     | Alessandro Zaccone     | 3–5, 7–11              |
| DS Junior Team                                                    | Kawasaki               | Kawasaki ZX-6R         | 55                     | Ilja Mihalcsik         | 3–5, 7–11              |
| Schmidt Racing                                                    | MV Agusta              | MV Agusta F3 675       | 119                    | Chrobák János          | 3–5                    |

| Jelmagyarázat           | Jelmagyarázat |
| ----------------------- | ------------- |
| Hivatalos versenyző     |               |
| Szabadkártyás versenyző |               |
| Helyettes versenyző     |               |

## Versenynaptár
| Verseny | Pálya                                                   | Pályarajz | Dátum          |
| ------- | ------------------------------------------------------- | --------- | -------------- |
| 1       | Phillip Island Grand Prix Circuit, Ventnor              |           | február 28.    |
| 2       | Chang International Circuit, Buriram                    |           | március 13.    |
| 3       | Motorland Aragón, Alcañiz                               |           | április 3.     |
| 4       | TT Circuit Assen, Assen                                 |           | április 17.    |
| 5       | Autodromo Enzo e Dino Ferrari, Imola                    |           | május 1.       |
| 6       | Sepang International Circuit, Sepang                    |           | május 15.      |
| 7       | Donington Park, Leicestershire                          |           | május 29.      |
| 8       | Misano World Circuit Marco Simoncelli, Misano Adriatico |           | június 19.     |
| 9       | Lausitzring, Klettwitz                                  |           | szeptember 18. |
| 10      | Circuit de Nevers Magny-Cours, Magny-Cours              |           | október 2.     |
| 11      | Circuito de Jerez, Jerez                                |           | október 16.    |
| 12      | Losail International Circuit, Loszaíl                   |           | október 30.    |

## Eredmények

### Összefoglaló
| Forduló | Pálya                                 | Pole-pozíció        | Leggyorsabb kör | Győztes            | Győztes                      | Győztes   | Listavezető        | Előny |
| Forduló | Pálya                                 | Pole-pozíció        | Leggyorsabb kör | versenyző          | csapat                       | gyártó    | Listavezető        | Előny |
| ------- | ------------------------------------- | ------------------- | --------------- | ------------------ | ---------------------------- | --------- | ------------------ | ----- |
| 1       | Phillip Island Grand Prix Circuit     | Kenan Sofuoğlu      | Lorenzo Zanetti | Randy Krummenacher | Kawasaki Puccetti Racing     | Kawasaki  | Randy Krummenacher | 5     |
| 2       | Chang International Circuit           | Jules Cluzel        | Kyle Smith      | Jules Cluzel       | MV Agusta Reparto Corse      | MV Agusta | Randy Krummenacher | 11    |
| 3       | MotorLand Aragón                      | Kenan Sofuoğlu      | Kenan Sofuoğlu  | Kenan Sofuoğlu     | Kawasaki Puccetti Racing     | Kawasaki  | Randy Krummenacher | 13    |
| 4       | TT Circuit Assen                      | Randy Krummenacher  | Kyle Smith      | Kyle Smith         | CIA Landlord Insurance Honda | Honda     | Randy Krummenacher | 10    |
| 5       | Autodromo Enzo e Dino Ferrari         | Jules Cluzel        | Jules Cluzel    | Kenan Sofuoğlu     | Kawasaki Puccetti Racing     | Kawasaki  | Kenan Sofuoğlu     | 15    |
| 6       | Sepang International Circuit          | Kenan Sofuoğlu      | P. J. Jacobsen  | Ayrton Badovini    | Gemar Balloons – Team Lorini | Honda     | Kenan Sofuoğlu     | 17    |
| 7       | Donington Park                        | Kenan Sofuoğlu      | Kyle Smith      | Kenan Sofuoğlu     | Kawasaki Puccetti Racing     | Kawasaki  | Kenan Sofuoğlu     | 26    |
| 8       | Misano World Circuit Marco Simoncelli | Federico Caricasulo | Kenan Sofuoğlu  | Kenan Sofuoğlu     | Kawasaki Puccetti Racing     | Kawasaki  | Kenan Sofuoğlu     | 40    |
| 9       | Lausitzring                           | Kenan Sofuoğlu      | Niki Tuuli      | Kenan Sofuoğlu     | Kawasaki Puccetti Racing     | Kawasaki  | Kenan Sofuoğlu     | 53    |
| 10      | Circuit de Nevers Magny-Cours         | Kenan Sofuoğlu      | Niki Tuuli      | Jules Cluzel       | MV Agusta Reparto Corse      | MV Agusta | Kenan Sofuoğlu     | 42    |
| 11      | Circuito de Jerez                     | Kenan Sofuoğlu      | Niki Tuuli      | Kenan Sofuoğlu     | Kawasaki Puccetti Racing     | Kawasaki  | Kenan Sofuoğlu     | 67    |
| 12      | Losail International Circuit          | Luke Stapleford     | Kyle Smith      | Kyle Smith         | CIA Landlord Insurance Honda | Honda     | Kenan Sofuoğlu     | 74    |

### Pontrendszer
Pontot az első tizenöt helyen célba érő versenyző kap az alábbi sorrendben:
| Helyezés | 1. | 2. | 3. | 4. | 5. | 6. | 7. | 8. | 9. | 10. | 11. | 12. | 13. | 14. | 15. |
| -------- | -- | -- | -- | -- | -- | -- | -- | -- | -- | --- | --- | --- | --- | --- | --- |
| Pont     | 25 | 20 | 16 | 13 | 11 | 10 | 9  | 8  | 7  | 6   | 5   | 4   | 3   | 2   | 1   |

(Félkövér: pole-pozíció, dőlt: leggyorsabb kör, a színkódokról részletes információ itt található)

### Versenyzők
| Helyezés  | Versenyző             | Motor     | PHI | CHA | ARA | ASS | IMO | SEP | DON | MIS | LAU | MAG | JER | LOS | Pont |
| --------- | --------------------- | --------- | --- | --- | --- | --- | --- | --- | --- | --- | --- | --- | --- | --- | ---- |
| 1.        | Kenan Sofuoğlu        | Kawasaki  | Ki  | 2   | 1   | 3   | 1   | 6   | 1   | 1   | 1   | Ki  | 1   | 2   | 216  |
| 2.        | Jules Cluzel          | MV Agusta | 17  | 1   | 4   | 18  | 2   | 7   | 8   | Ki  | 3   | 1   | 6   | 3   | 142  |
| 3.        | Randy Krummenacher    | Kawasaki  | 1   | 4   | 2   | 4   | Ki  | 8   | 3   | 4   | 6   | 5   | Ki  | 5   | 140  |
| 4.        | P. J. Jacobsen        | Honda     | 5   | 3   | Ki  | Ki  | 3   | 4   | 2   | 2   | 4   | Ki  | 4   | 4   | 135  |
| 5.        | Kyle Smith            | Honda     | Ki  | 5   | 11  | 1   | 10  | 5   | 6   | Ki  | 9   | 7   | 3   | 1   | 125  |
| 6.        | Ayrton Badovini       | Honda     |     |     |     | 7   | 8   | 1   | 9   | Ki  | 13  | 3   | 8   | 6   | 86   |
| 7.        | Gino Rea              | MV Agusta | 7   | 9   | Ki  | 2   | Ki  | 3   | 4   | 3   | Ki  | Ki  | Vi  |     | 81   |
| 8.        | Alex Baldolini        | MV Agusta | 6   | 6   | Ki  | 5   | 4   | 9   | 7   | 6   | 12  | Ni  |     | 10  | 80   |
| 9.        | Federico Caricasulo   | Honda     | 2   | 17  | 7   | 11  | 7   | 10  | 11  | Kiz | 5   | 6   | Ki  | Ki  | 75   |
| 10.       | Niki Tuuli            | Yamaha    |     |     |     |     |     |     |     |     | 2   | 2   | 2   |     | 60   |
| 11.       | Zulfahmi Khairuddin   | Kawasaki  | 13  | 7   | 8   | 20  | 25  | 2   | 20  | Ki  | 22  | 10  | 15  | 7   | 56   |
| 12.       | Axel Bassani          | Kawasaki  |     |     | 6   | 8   | 13  |     | 17  | 7   | 15  | 4   | 5   |     | 55   |
| 13.       | Lorenzo Zanetti       | MV Agusta | Ki  | 8   | Ki  | 29  | Kiz | 13  | 10  | 5   | 7   | 9   | 10  | Ki  | 50   |
| 14.       | Ondřej Ježek          | Kawasaki  | 8   | 10  | 14  | 9   | 6   | 17  | Ki  |     | Ki  | 13  | 18  | 11  | 41   |
| 15.       | Ilja Mihalcsik        | Kawasaki  |     |     | 13  | 6   | 12  |     | 13  | 16  | 14  | 8   | 7   |     | 39   |
| 16.       | Luke Stapleford       | Honda     | 16  | 14  |     |     |     |     |     |     |     |     |     |     | 35   |
| 16.       | Luke Stapleford       | Triumph   |     |     |     | 12  | 18  | 14  | 5   | 8   | 11  | 15  | 14  | Ki  | 35   |
| 17.       | Nicolás Terol         | MV Agusta | 11  | Ki  | 3   | 13  | 9   | Ki  | Ki  | 18  |     |     |     |     | 31   |
| 18.       | Alessandro Zaccone    | Kawasaki  |     |     | 5   | 19  | 5   |     | 12  | Ki  | Ki  | Ki  | 11  |     | 31   |
| 19.       | Christian Gamarino    | Kawasaki  | 4   | 16  | 10  | 10  | 16  | 11  | Ki  | Ki  | 19  | Ki  | 16  | Ki  | 30   |
| 20.       | Christoffer Bergman   | Honda     |     |     |     | 25  | 24  | 18  | 16  | 9   | 8   | Ki  | 9   | 8   | 30   |
| 21.       | Okubo Hikari          | Honda     | Ki  | 20  | 16  | 24  | 19  | 15  | 15  | 11  | 10  | 27  | 13  | 13  | 19   |
| 22.       | Kevin Wahr            | Honda     | Ni  | 12  | 9   | 16  | 11  | Ki  |     | 15  | 16  |     |     |     | 17   |
| 23.       | Anthony West          | Yamaha    | 3   |     |     | Ni  |     |     |     |     |     |     |     |     | 16   |
| 24.       | Roberto Rolfo         | MV Agusta | 9   | 18  | Ki  | 22  | 14  | 12  | 14  | Ki  | 18  | 16  | Ki  | Ki  | 15   |
| 25.       | Kyle Ryde             | Yamaha    | 19  | Ki  | 12  | 14  | 15  |     |     |     |     |     |     |     | 14   |
| 25.       | Kyle Ryde             | MV Agusta |     |     |     |     |     |     | 21  | 22  |     |     |     |     | 14   |
| 25.       | Kyle Ryde             | Kawasaki  |     |     |     |     |     |     |     |     | 17  | 11  | Ni  | 14  | 14   |
| 26.       | Aiden Wagner          | MV Agusta | 10  | 15  | Ki  | Nk  | 17  | 16  | 19  | 14  |     |     |     |     | 9    |
| 27.       | Massimo Roccoli       | MV Agusta |     |     |     |     |     |     |     |     |     |     |     | 9   | 7    |
| 28.       | Glenn Scott           | Honda     | 12  | 13  | Ni  |     |     |     | Ni  |     |     |     |     |     | 7    |
| 29.       | Davide Stirpe         | Kawasaki  |     |     | 19  | 23  | 21  |     | 27  | 10  | 26  | 26  | 20  |     | 6    |
| 30.       | Xavier Pinsach        | Honda     |     |     |     |     |     |     |     |     |     | 14  | 12  | Ki  | 6    |
| 31.       | Decha Kraisart        | Yamaha    |     | 11  |     |     |     |     |     |     |     |     |     |     | 5    |
| 32.       | Loris Cresson         | Kawasaki  |     |     | 18  | 27  | 27  |     |     |     |     |     |     |     | 4    |
| 32.       | Loris Cresson         | Yamaha    |     |     |     |     |     |     |     |     |     |     |     | 12  | 4    |
| 33.       | Hannes Soomer         | Yamaha    |     |     |     |     |     |     |     |     | 21  | 12  | 19  |     | 4    |
| 34.       | Kevin Manfredi        | Suzuki    |     |     |     |     |     |     |     | 12  |     |     |     |     | 4    |
| 35.       | Luigi Morciano        | Kawasaki  |     |     |     |     |     |     |     | 13  |     |     |     |     | 3    |
| 36.       | Alex Phillis          | Honda     | 14  |     |     |     |     |     |     |     |     |     |     |     | 2    |
| 37.       | Lachlan Epis          | Kawasaki  | 21  | 22  | 21  | Nk  | 29  | 19  | 28  | 24  | Ki  | 20  | 23  | 15  | 1    |
| 38.       | Cédric Tangre         | Suzuki    |     |     | Ki  | 15  | 26  |     | 26  | 21  | 25  | 18  | 22  |     | 1    |
| 39.       | Nacho Calero          | Kawasaki  | 18  | 19  | 15  | 26  | 22  | 21  | 24  | Ki  | 24  | 17  | Ki  | Ki  | 1    |
| 40        | Mitch Levy            | Yamaha    | 15  |     |     |     |     |     |     |     |     |     |     |     | 1    |
|           | Stefan Hill           | Honda     | 20  | 21  | Ki  | 30  | Ki  | 20  | 25  | Ki  | Ki  | 24  | Ki  | 16  | 0    |
|           | Michael Canducci      | Kawasaki  |     |     |     |     | Ki  |     |     |     |     |     |     |     | 0    |
| MV Agusta | Michael Canducci      |           |     |     |     |     |     |     |     | 23  | Ki  | 17  | Ki  |     | 0    |
|           | Ilario Dionisi        | MV Agusta |     |     |     |     |     |     |     | 17  |     |     |     |     | 0    |
|           | Bryan Schouten        | Yamaha    |     |     |     | 17  |     |     |     |     |     |     |     |     | 0    |
|           | Chrobák János         | MV Agusta |     |     | 17  | 21  | Ki  |     |     |     |     |     |     |     | 0    |
|           | Andrew Irwin          | Yamaha    |     |     |     |     |     |     | 18  |     |     |     |     |     | 0    |
|           | Guillaume Antiga      | Kawasaki  |     |     |     |     |     |     |     |     |     | 19  |     |     | 0    |
|           | Christopher Gobbi     | Yamaha    |     |     | 20  | 28  | 28  |     | 29  | 19  | 27  | 25  | 21  |     | 0    |
|           | Eemeli Lahti          | Suzuki    |     |     |     |     |     |     |     |     | 20  |     |     |     | 0    |
|           | Luigi Brignoli        | Kawasaki  |     |     |     |     |     |     |     | 20  |     |     |     |     | 0    |
|           | Nicola Jr. Morrentino | Yamaha    |     |     |     |     | 20  |     |     |     |     |     |     |     | 0    |
|           | Stéphane Frossard     | Yamaha    |     |     |     |     |     |     |     |     |     | 21  |     |     | 0    |
|           | Clément Stoll         | Triumph   |     |     |     |     |     |     |     |     |     | 22  |     |     | 0    |
|           | Javier Orellana       | Honda     |     |     | Ki  | Ni  |     |     | 22  | 25  |     |     |     |     | 0    |
|           | Braeden Ortt          | Honda     |     |     | 22  | Nk  | 30  |     | Ki  | 23  | 28  | 28  | 24  |     | 0    |
|           | Peter Polesso         | Yamaha    |     |     |     |     |     |     |     |     |     | 23  |     |     | 0    |
|           | Jaimie van Sikkelerus | Yamaha    |     |     |     | Ki  |     |     | 23  |     |     |     |     |     | 0    |
|           | Jed Metcher           | Honda     |     |     |     |     | 23  |     |     |     |     |     |     |     | 0    |
|           | Dorren Loureiro       | Honda     |     |     |     |     |     |     |     |     |     | 29  | 25  |     | 0    |
|           | Felix Peron           | Yamaha    |     |     |     |     |     |     |     |     |     | 30  |     |     | 0    |
|           | Angelo Licciardi      | Kawasaki  |     |     | Ki  | Nk  | Ki  |     | 30  | Ki  | Nk  | Nk  |     |     | 0    |
|           | Lorenzo Cipiciani     | Honda     |     |     |     |     |     |     |     | Ki  |     |     |     |     | 0    |
|           | Kunikava Hiromicsi    | Kawasaki  |     |     | Ki  |     |     |     |     |     |     |     |     |     | 0    |
|           | Alekszej Ivanov       | Yamaha    |     |     | Ki  |     |     |     |     |     |     |     |     |     | 0    |
|           | Ratthapong Wilairot   | Honda     |     | Ki  |     |     |     |     |     |     |     |     |     |     | 0    |
|           | Kane Burns            | Suzuki    | Ki  |     |     |     |     |     |     |     |     |     |     |     | 0    |
|           | Casey Tobolewski      | Kawasaki  |     |     |     |     |     |     |     |     | Nk  |     |     |     | 0    |
| Helyezés  | Versenyző             | Motor     | PHI | CHA | ARA | ASS | IMO | SEP | DON | MIS | LAU | MAG | JER | LOS | Pont |

### Gyártók
| Helyezés | Gyártó    | PHI | CHA | ARA | ASS | IMO | SEP | DON | MIS | LAU | MAG | JER | LOS | Pont |
| -------- | --------- | --- | --- | --- | --- | --- | --- | --- | --- | --- | --- | --- | --- | ---- |
| 1.       | Kawasaki  | 1   | 2   | 1   | 3   | 1   | 2   | 1   | 1   | 1   | 4   | 1   | 2   | 264  |
| 2.       | Honda     | 2   | 3   | 7   | 1   | 3   | 1   | 2   | 2   | 4   | 3   | 3   | 1   | 221  |
| 3.       | MV Agusta | 6   | 1   | 3   | 2   | 2   | 3   | 4   | 3   | 3   | 1   | 6   | 3   | 203  |
| 4.       | Yamaha    | 3   | 11  | 12  | 14  | 15  |     | 18  | 19  | 2   | 2   | 2   | 12  | 92   |
| 5.       | Triumph   |     |     |     | 12  | 18  | 14  | 5   | 8   | 11  | 15  | 14  | Ki  | 33   |
| 6.       | Suzuki    | Ki  |     | Ki  | 15  | 26  |     | 26  | 12  | 20  | 18  | 22  |     | 5    |
| Helyezés | Gyártó    | PHI | CHA | ARA | ASS | IMO | SEP | DON | MIS | LAU | MAG | JER | LOS | Pont |